# Someday (Nickelback)
Someday is een nummer van de Canadese rockband Nickelback uit 2003. Het is de eerste single van hun vierde studioalbum The Long Road.
Het nummer werd een hit in Noord-Amerika, Europa en Oceanië. In Nickelbacks thuisland Canada werd het een nummer 1-hit. In de Nederlandse Top 40 haalde het de 11e positie, en in de Vlaamse Ultratop 50 de 31e.